# Podnośnik hydrauliczny

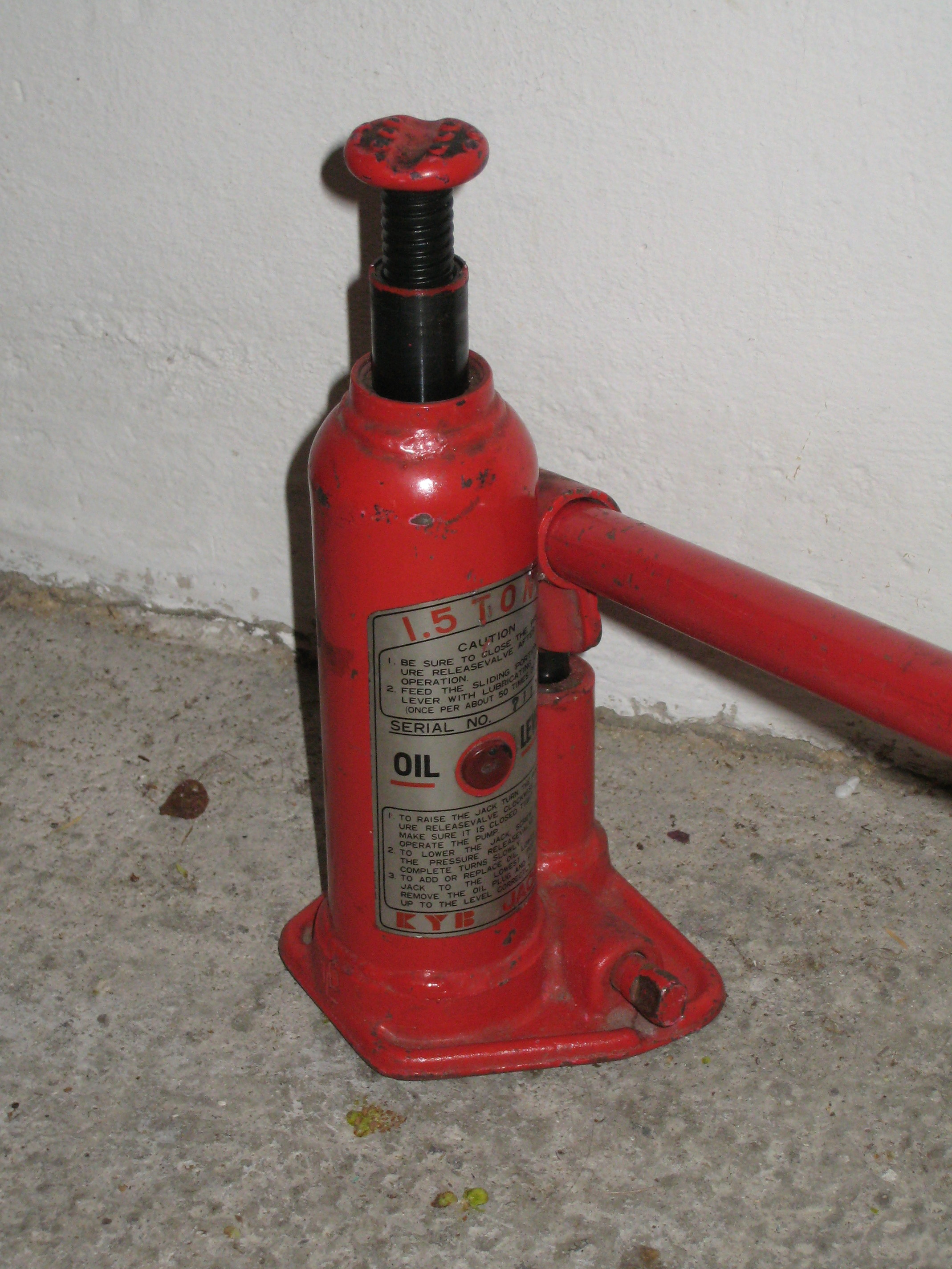
Bezpośrednie zastosowanie cylindra hydraulicznego

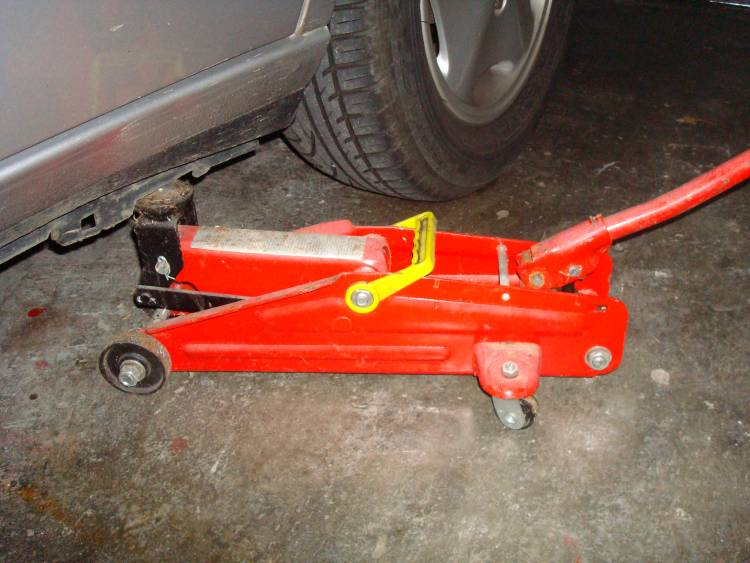
Podnośnik hydrauliczny nożycowy

Podnośnik hydrauliczny – urządzenie działające na zasadzie prasy hydraulicznej, ułatwiające podnoszenie ciężkich przedmiotów. Podnoszenie odbywa się przy udziale cieczy, która wypychana powoduje uniesienie się jednej z części podnośnika, co pozwala na podniesienie przedmiotu. Podnośniki hydrauliczne są wykorzystywane w wielu dziedzinach.